# Ágnes Németh
Ágnes Németh (Zirc, 22 settembre 1961) è un'ex cestista ungherese.

## Carriera
Con l'Ungheria ha disputato i Giochi olimpici di Mosca 1980, i Campionati mondiali del 1986 e otto edizioni dei Campionati europei (1980, 1981, 1983, 1985, 1987, 1989, 1991, 1997).